# FDP-Europaparteitag 2019
Koordinaten: 52° 29′ 56,2″ N, 13° 22′ 28,3″ O
Der Europaparteitag 2019 der FDP fand am 27. Januar 2019 in Berlin statt. Es handelte sich um eine Bundesvertreterversammlung zur Aufstellung der Liste zur Europawahl 2019. Am 24. September 2018 hatte der FDP-Bundesvorstand einstimmig die bisherige Generalsekretärin und Mitglied des Deutschen Bundestages, Nicola Beer, als Spitzenkandidatin vorgeschlagen. Sie wurde mit 85,98 Prozent der Stimmen von den Delegierten als solche bestätigt. Zudem verabschiedeten die Freien Demokraten ihr Wahlprogramm zur Europawahl.

## Kandidatenliste

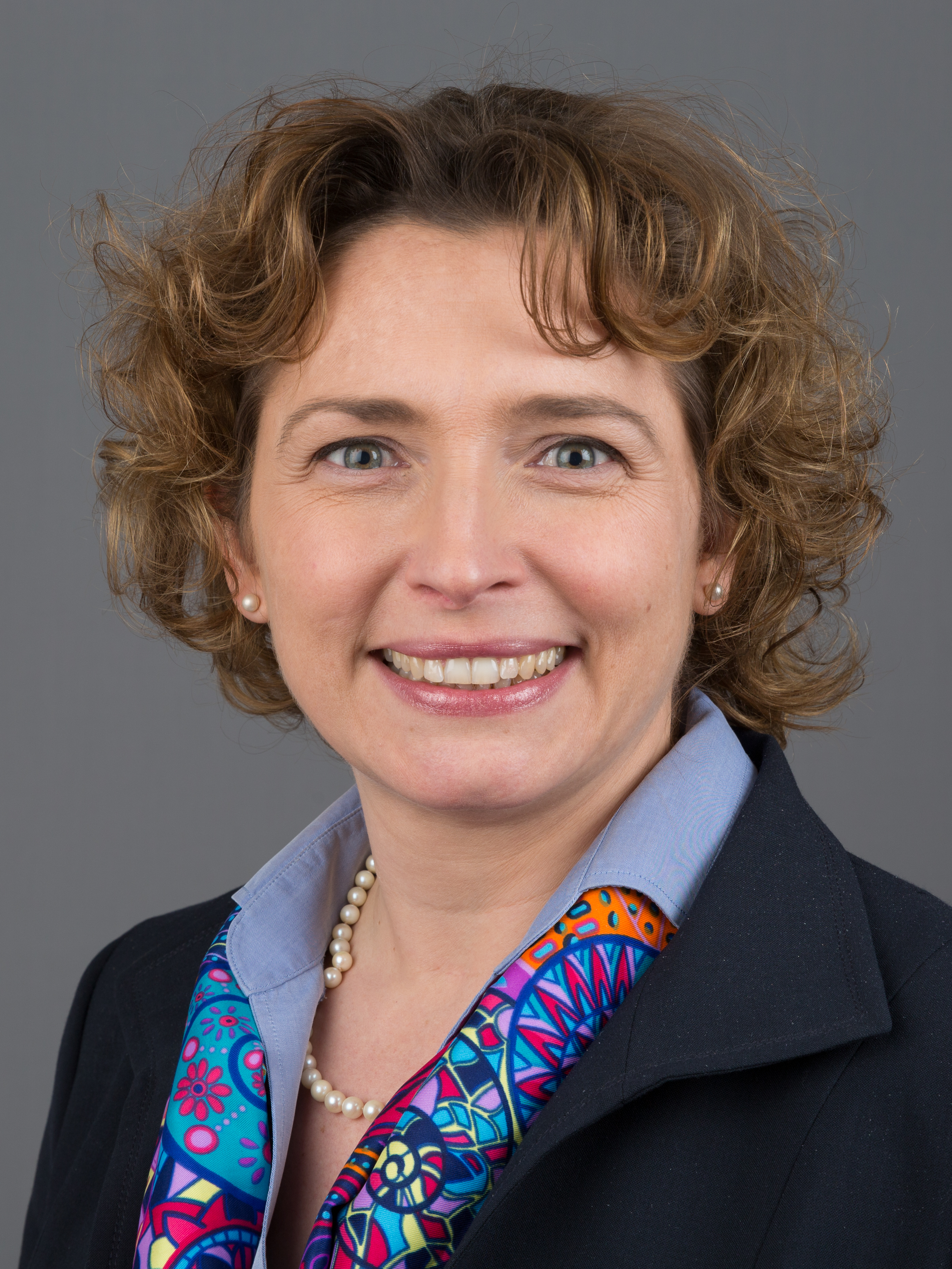
Nicola Beer

Gewählt wurde auf der Europaversammlung eine Bundesliste mit 175 Plätzen, von denen die ersten 15 Kandidaten in Einzelwahl bestimmt wurden:
1. Nicola Beer, MdB (Landesverband Hessen)
2. Svenja Hahn (Junge Liberale/Landesverband Hamburg)
3. Andreas Glück, MdL (Landesverband Baden-Württemberg)
4. Moritz Körner, MdL (Landesverband Nordrhein-Westfalen)
5. Jan-Christoph Oetjen, MdL (Landesverband Niedersachsen)
6. Thorsten Lieb (Landesverband Hessen)
7. Robert-Martin Montag (Landesverband Thüringen)
8. Michael Kauch (Landesverband Nordrhein-Westfalen)
9. Marcus Scheuren (Landesverband Rheinland-Pfalz)
10. Nicole Büttner (Landesverband Baden-Württemberg)
11. Phil Hackemann (Landesverband Bayern)
12. Carl Grouwet (Landesverband Berlin)
13. Michael Terwiesche (Landesverband Nordrhein-Westfalen)
14. Roland König (Landesverband Saarland)
15. Tina de Meeus (Auslandsgruppe Europa)
16. Helmer Krane
17. Toralf Einsle
18. Guido Kosmehl
19. Karoline Preisler
20. Zsuzsa Breier
21. Martin Lindner[6]
22. Marina Schuster
23. Nino Ruschmeyer
24. Gerd Kaspar
25. Thomas Philipp Reiter
26. Ulrich Klotz
27. Stephan Seiter
28. Clarisse Höhle
29. Nadja Hirsch[6]
30. Kerstin Büschen